# Pągów Wąskotorowy
Pągów Wąskotorowy – wąskotorowy kolejowy przystanek osobowy w Poradach Górnych, w gminie Biała Rawska, w powiecie rawskim, w województwie łódzkim, w Polsce. Obsługuje ruch turystyczny. Nieopodal przystanku znajduje się wiadukt nad Centralną Magistralą Kolejową.